# Lakkos
Lakkos (en griego, Λάκκος) es un yacimiento arqueológico ubicado al sur del monte Juktas, cerca del pueblo de Karnari, en la isla de Creta (Grecia).
En 1957 Eleuterios Synadinakis llevó al Museo Arqueológico de Heraclión una pequeña figura de toro de bronce y un cincel del periodo minoico reciente III que procedían de este lugar. 
Por otra parte, un sondeo arqueológico realizado por Yannis Sakellarakis en 1978 encontró diversos fragmentos de urnas de piedra cinerarias. Previamente, un hallazgo casual había sacado a la luz en este mismo lugar otra de estas urnas que contenía algunos restos óseos quemados que pertenecerían al periodo minoico reciente IIIB o IIIC, además de un ánfora decorada y diversas armas: dos espadas de hierro, una lanza de bronce y otra de hierro.